# Carl von Bach
Julius Carl von Bach, född 8 mars 1847 i Stollberg, Erzgebirge, död 10 oktober 1931 i Stuttgart, var en tysk maskiningenjör.
Carl von Bach studerade vid tekniska högskolorna i Dresden och Karlsruhe. Han blev 1868 privatdocent vid tekniska högskolan i Stuttgart och innehade anställningar inom mekaniska industrin i Tyskland, Schweiz, Storbritannien och Österrike 1872–78. Han blev 1878 professor i maskiningenjörskonst vid tekniska högskolan i Stuttgart, där han inrättade laboratorium 1881 och materialprovningsanstalt 1883. År 1884 blev han även chef för Württembergs ångpanneförening. Han vann medlemskap i Kuratorium der physikalisch-technischen Reichsanstalt 1892 och adlades 1895. 
Carl von Bach införde byggande av ångsprutor i Tyskland, var verksam inom åtskilliga grenar av maskinbyggnadsfacket, men gjorde sig framförallt berömd inom maskintekniken genom sina systematiska och grundläggande undersökningar över de inom tekniken använda materialens hållfasthetsegenskaper. Han understödde även Ferdinand von Zeppelins luftskeppsförsök.